# Goudel (Niamey)
Goudel est un quartier situé au l'ouest de la ville de Niamey au Niger.
Il borde le fleuve éponyme sur sa rive gauche.

## Géographie

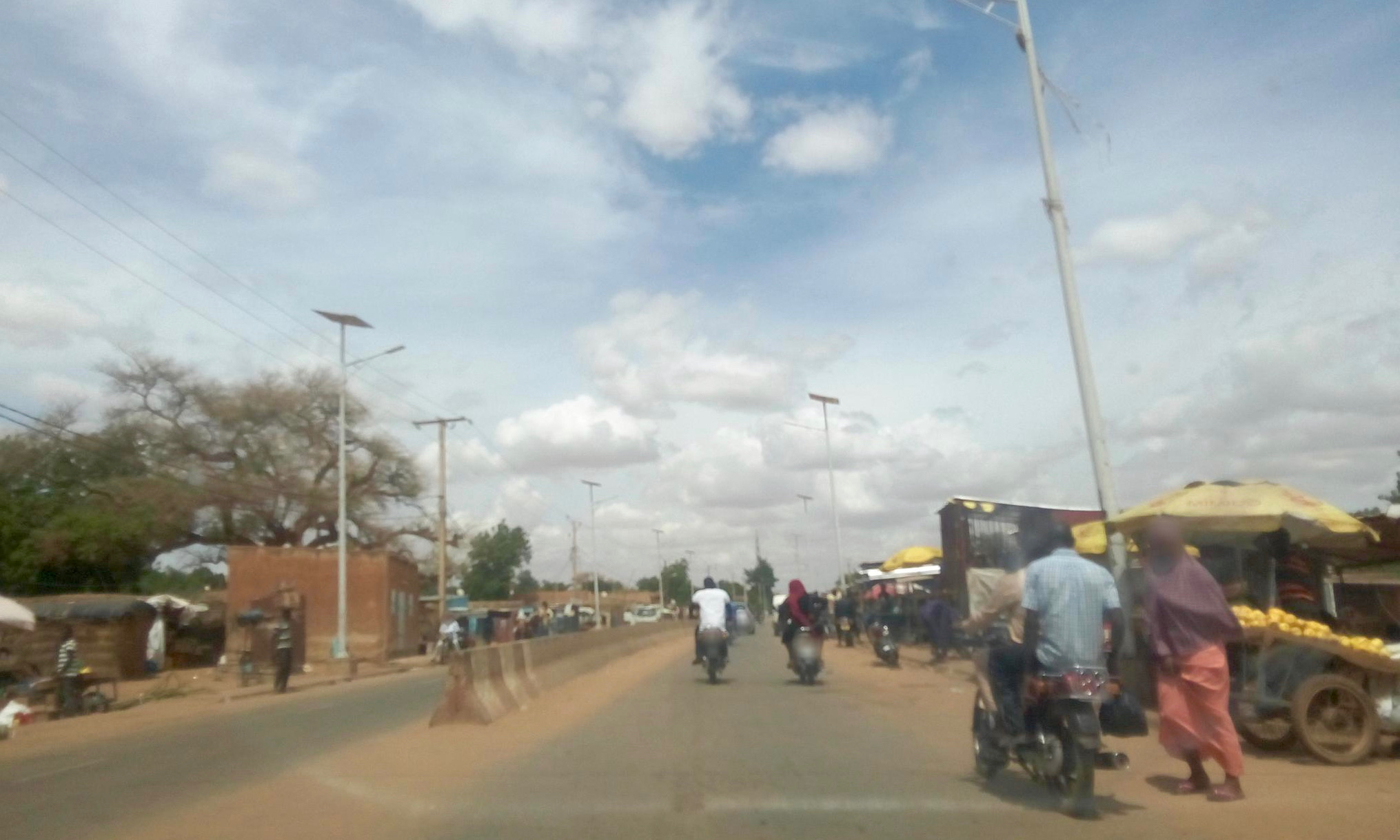
Scène de rue boulevard des Ambassades à Goudel (2018)

Goudel est situé à l'ouest de Niamey sur le fleuve Niger. Les quartiers voisins sont Lossogoungou à l'ouest, Koubia Sud au Nord et Koira Kano au nord-est.
Au sud-est, le quartier se confond avec le quartier des ambassades. Goudel s'étend sur une superficie d'environ 83,5 hectares. À l'exception d'une bande de front de mer, le quartier repose sur un plateau avec une couche de sable de plus de 2,5 mètres de profondeur, permettant une meilleure infiltration que d'autres parties de la ville.

## Histoire
La colonie zarma de Goudel est fondée au XVIe siècle. Siècle. Pendant cette période, il y eut de forts mouvements migratoires dans la région de la ville de Niamey, fondée des siècles plus tard : Zarma et Songhaï de l' Empire Songhaï ont fui les conquérants marocains, les Maouri ont immigré de la région de Dogondoutchi et les Fulbé de tout le Sahel. Le rang d'être au début de l'histoire de la colonisation de Niamey est discutable entre les groupes de Goudel, Kalley, Maourey, Saga et Yantala . Au XIXe siècle, Goudel, dont le souverain local portait le titre de Lamido, appartient à l' émirat de Gwandu, qui à son tour faisait partie du califat de Sokoto.
Plusieurs parcelles à Goudel sont vendues dans les années 1950, tout comme Yantala et d'autres parties au début du XXe siècle. La ville en plein essor de Niamey, fondée à la fin du XIXe siècle, a été prise d'assaut sans contrôle par des spéculateurs immobiliers. Parmi les premiers acheteurs figurent d'anciens militaires et des fonctionnaires de l'État. Avec le découpage de Niamey en cinq arrondissements en 1979, Goudel fait partie du 1er district, qui en 1989 avec le 2ème Arrondissement de la sous-commune Niamey I, elle-même dissoute en 1996 sous la forme précédente. Le quartier est l'un des lieux de la première édition du festival culturel de plein air Pripalo en 2007, dirigé par Achirou Wagé.

## Démographie
Au recensement de 2012, Goudel a une population de 14 439 habitants vivant dans 2 480 ménages. Au recensement de 2001, la population est de 9883 dans 1586 ménages et au recensement de 1988, la population est de 6884 dans 931 ménages. 

## Éducation
Il existe plusieurs écoles primaires à Goudel. L'école de la mission catholique romaine existe depuis 1951. La plus ancienne école primaire publique, l' Ecole primaire de Goudel I, est fondée en 1966. 

## Santé
Dans le quartier, il y a un centre de santé avec un Centre de Santé Intégré (CSI). 

## Transport
De 2013 à 2015, une route à quatre voies de 18 kilomètres est construite allant de Goudel via Tondibiah à Tondi Koirey . 

## Agriculture
Les légumes sont cultivés le long de la rivière, et il existe des agriculteurs spécialisés dans la production de compost . Les maraîchers de Goudel travaillent ensemble dans une coopérative . Les habitants du quartier font traditionnellement partie des propriétaires terriens de la ceinture verte de Niamey, où ils cultivent. 

## Habitat
Les habitations de Goudel sont généralement des constructions en brique crue sans aucun confort. La cuisine se fait à l'extérieur. Il n'y a pas d'eau courante et par conséquent pas de douches ni de toilettes.